# Cmentarz polskokatolicki w Obórkach
Cmentarz polskokatolicki w Obórkach – czynny cmentarz wyznaniowy dla wiernych Kościoła Polskokatolickiego położony we wsi Obórki w województwie opolskim. Cmentarz administrowany jest przez parafię Narodzenia Najświętszej Maryi Panny w Obórkach. Na terenie cmentarza obok współczesnych mogił polskokatolików znajdują się liczne, dziś już zaniedbane groby ewangelickich mieszkańców opolszczyzny; najstarsze pochodzą z XVII wieku. 
Kościół Świętych Apostołów Piotra i Pawła w Obórkach zbudowano w XVI wieku dla potrzeb miejscowej gminy ewangelickiej. Na terenie należącym do ewangelików zorganizowano cmentarz grzebalny. Po II wojnie światowej świątynia została przyznana Kościołowi rzymskokatolickiemu. Parafia polskokatolicka Narodzenia Najświętszej Maryi Panny w Obórkach powstała w 1967 na wniosek mieszkańców wioski, którzy poprosili o objęcie przez Kościół Polskokatolicki ich kaplicy, gdy duchowni rzymskokatoliccy zrezygnowali z dojeżdżania do nielicznej grupy wiernych.